# GPR82
GPR82 (англ. G protein-coupled receptor 82) – білок, який кодується однойменним геном, розташованим у людей на X-хромосомі. Довжина поліпептидного ланцюга білка становить 336 амінокислот, а молекулярна маса — 38 409.
| 10         |  | 20         |  | 30         |  | 40         |  | 50         |
| ---------- |  | ---------- |  | ---------- |  | ---------- |  | ---------- |
| MNNNTTCIQP |  | SMISSMALPI |  | IYILLCIVGV |  | FGNTLSQWIF |  | LTKIGKKTST |
| HIYLSHLVTA |  | NLLVCSAMPF |  | MSIYFLKGFQ |  | WEYQSAQCRV |  | VNFLGTLSMH |
| ASMFVSLLIL |  | SWIAISRYAT |  | LMQKDSSQET |  | TSCYEKIFYG |  | HLLKKFRQPN |
| FARKLCIYIW |  | GVVLGIIIPV |  | TVYYSVIEAT |  | EGEESLCYNR |  | QMELGAMISQ |
| IAGLIGTTFI |  | GFSFLVVLTS |  | YYSFVSHLRK |  | IRTCTSIMEK |  | DLTYSSVKRH |
| LLVIQILLIV |  | CFLPYSIFKP |  | IFYVLHQRDN |  | CQQLNYLIET |  | KNILTCLASA |
| RSSTDPIIFL |  | LLDKTFKKTL |  | YNLFTKSNSA |  | HMQSYG     |  |            |

A: Аланін

C: Цистеїн

D: Аспарагінова кислота

E: Глутамінова кислота

F: Фенілаланін

G: Гліцин

H: Гістидин

I: Ізолейцин

K: Лізин

L: Лейцин

M: Метіонін

N: Аспарагін

P: Пролін

Q: Глутамін

R: Аргінін

S: Серин

T: Треонін

V: Валін

W: Триптофан

Кодований геном білок за функціями належить до рецепторів, g-білокспряжених рецепторів, білків внутрішньоклітинного сигналінгу. 
Локалізований у клітинній мембрані, мембрані.